# C16H30N2
分子式C16H30N2（摩尔质量：250.423 g/mol）可以指：
- IEM-1754（烏克蘭語：IEM-1754），CAS号：162831-31-4
- 1,4-二丁基-2,5-二乙基吡嗪，CAS号：62136-50-9

|  | 这个同类索引页列出了具有相同分子式的化学物（即同分異構體）条目。 除非您是有意链接至本页，否则应将相应条目的内部链接指向正确的条目。 |